# 斐茲洛伊街
斐茲洛伊街（Fitzroy Street）是澳大利亚维多利亚州墨尔本郊区圣基尔达的主要街道。这是一条异常宽阔的街道，大体从圣基尔达路口到海滩，是从墨尔本市中心到热门海滩最直接的路线。它有宽阔的人行道和单独的有轨电车线路用地，两侧有着截然不同的特征。有时，大型活动如圣基尔达节、墨尔本马拉松和仲夏骄傲游行期间，道路禁止通行。
斐茲洛伊街命名于1842年，以新南威爾斯州长查爾斯·奧古斯都·斐茲洛伊命名。19世纪中后期，这里形成富裕的豪宅区。两次大战之间，这些豪宅改建为公寓或酒店，演变为受欢迎的工薪阶层和中产阶级海滨娱乐区，再演变为廉价低劣的海滨娱乐区，到20世纪末再次高档化。。